# Nueva Loja
Nueva Loja é a capital da província equatoriana de Sucumbíos, e do respectivo cantão de Lago Agrio.
Sua população em 2001 era estimada em cerca de 34,505 hab.